# Hulodes drylla
Hulodes drylla är en fjärilsart som beskrevs av Achille Guenée 1852. Hulodes drylla ingår i släktet Hulodes och familjen nattflyn. Inga underarter finns listade i Catalogue of Life.